# Vibrissomyia notata
Vibrissomyia notata är en tvåvingeart som beskrevs av Cortes 1967. Vibrissomyia notata ingår i släktet Vibrissomyia och familjen parasitflugor. Inga underarter finns listade i Catalogue of Life.